# Пимп Си
Чад Леймънт Бътлър (на английски: Chad Lamont Butler), по-известен със сценичното си име Пимп Си (Pimp C) е американски рап изпълнител, певец, продуцент основател и член на американското рап дуо Ю Джи Кей (UGK – абревиатура на Underground Kingz).

## Музикална кариера

### Ю Джи Кей
През 1987 година Бътлър създава рап групата Ъндърграунд Кингс заедно с най-добрия си приятел Бърнард Фримън (Бън Би). През 1992 г. дуото подписва с Джайв Рекърдс договор за реализиране и издаване на пет студийни албума, като още същата година излиза и първият от тях – Too Hard To Swallow. Следват успешните албуми Super Tight (1994) и Ridin' Dirty (1996), който се изкачва до #2 в класацията Billboard Top R&B/Hip-Hop Albums. Постиженията на Ю Джи Кей продължават с гост участията им в известните хитови сингли „Big Pimpin'“ на Джей Зи и „Sippin' on Some Syrup“ на Три Сикс Мафия.
Поради влизането на Пимп Си в затвора през 2002 г., групата не издава студийни албуми до 2007, когато излиза едноименният им албум Underground Kingz, включващ хит сингъла „International Player's Anthem (I Choose You)“.

### Арест и солови проекти
През януари 2002 г. Пимп Си е осъден на осем години лишаване от свобода заради нарушаване на условията на пробацията, която му е наложена за въоръжено нападение преди това. В знак на протест срещу ареста му хип-хоп обществото начело с Бън Би прави кампания „Освободете Пимп Си!“. Докато Пимп Си излежава присъдата си в затвора, Rap-A-Lot Records издава първия му солов албум Sweet James Jones Stories (2005), който в по-голямата си част се състои от неиздавани записи на изпълнителя.
На 30 декември 2005 Пимп Си е освободен под гаранция и няколко месеца по-късно издава втория си солов проект, озаглавен Pimpalation. Албумът достига до #3 в Billboard 200 и до #1 в Billboard Top R&B/Hip-Hop Albums, като на 8 март 2007 е сертифициран като Златен от Асоциация на звукозаписната индустрия в Америка.

### Смърт и след нея
На 4 декември 2007 г. Пимп Си е намерен мъртъв в хотел Мондриан в Западен Холивуд, Калифорния. След обаждане на 911, парамедиците пристигат в стаята му на шестия етаж на хотела, за да констатират смъртта му. Това се случва три дни след концерта му заедно с рапъра Ту Шорт в Хаус ъф Блус, Лос Анджелис. По-късно е потвърдена причината за смъртта – реакция от предозиране на кодеинов сироп за кашлица със сънна апнея, от която е страдал Пимп Си.
Погребението се състои на 13 декември 2007 в Обществен център Боб Бауърс в Порт Артър, Тексас. Сред присъстващите, освен майката на Пимп Си и другата половина на Ю Джи Кйе – Бън Би, са и много рапъри от хип-хоп сцената на Хюстън, Тексас – Слим Тъг, Майк Джоунс, Уили Ди, Уиби и други.
В интервю след смъртта на Пимп Си, Бън Би споделя, че ще бъде издаден още един последен албум на Ю Джи Кей и така през март 2009 г. излиза UGK 4 Life – шестия студиен албум на дуото, песните в който са записани в периода между издаването на предходния им албум и смъртта на Пимп Си. Първият сингъл от него е „Da Game Been Good to Me“, който се изкачва до #1 в Billboard Bubbling Under R&B/Hip-Hop Singles. Албумът е оценен от Metacritic с оценка 84/100 и дебютира на #6 в Billboard 200 с продадени 76 419 копия през първата седмица.

## Дискография

### Студийни албуми
- Sweet James Jones Stories (2005)
- Pimpalation (2006)
- The Naked Soul of Sweet Jones (2010)
- Still Pimping (2011)

### Компилации
- Greatest Hits (2008)

### Сингли
Списък с имента на синглите, годината на издаване, лейбъла и албума, в който са включени.
| Песен/Сингъл                                           | Година | Лейбъл            | Албум                     |
| ------------------------------------------------------ | ------ | ----------------- | ------------------------- |
| „Is A Playa“ (featuring Bun B, Twista, and Z-Ro)       | 2005   | Rap-A-Lot Records | Sweet James Jones Stories |
| „I'm Free“                                             | 2006   | Rap-A-Lot Records | Pimpalation               |
| „Pourin' Up“ (featuring Mike Jones and Bun B)          | 2006   | Rap-A-Lot Records | Pimpalation               |
| „Knockin' Doorz Down“ (featuring P.O.P. and Lil' Keke) | 2006   | Rap-A-Lot Records | Pimpalation               |

## Видеография
| Видеоклип             | Лейбъл           | Премиера | Режисьор       |
| --------------------- | ---------------- | -------- | -------------- |
| Pourin' Up            | Rap-A-Lot        | 2006     | Mr. Boomtown   |
| Knockin' Doorz Down   | Rap-A-Lot        | 2006     | Benny Matthews |
| Pimpalation DVD       | Asylum/Rap-A-Lot | 2006     |                |
| The Final Chapter DVD | Asylum           | 2008     |                |